# Беляев (лунный кратер)
Кратер Беляев (лат. Belyaev) — крупный ударный кратер на юго-западной границе Моря Москвы на обратной стороне Луны. Название дано в честь советского космонавта Павла Ивановича Беляева (1925—1970) и утверждено Международным астрономическим союзом в 1970 г. Образование кратера относится к нектарскому периоду.

## Описание кратера
Кратер расположен между внутренним и внешним валом бассейна Моря Москвы. Его ближайшими соседями являются кратер Шаталов на северо-западе; кратер Терешкова на севере; кратер Леонов на юго-востоке; кратер Цзу Чун-Чжи на юге-юго-востоке. Селенографические координаты центра кратера — 23°06′ с. ш. 143°07′ в. д. / 23,10° с. ш. 143,11° в. д., диаметр — 55,9 км, глубина — около 2,4 км.
Вал кратера значительно разрушен, юго-западная часть кратера перекрыта втрое меньшим кратером. Высота вала над окружающей местностью составляет около 1200 м, объем кратера приблизительно 2400 км³. Дно чаши кратера неровное, пересеченное небольшими холмами, тянущимися в направлении северо-запад — юго-восток, отмечено несколькими небольшими кратерами, северная часть чаши несколько приподнята. В чаше кратера находится небольшой центральный пик, образованный из анортозита и габбро-норито-троктолитового анортозита с содержанием плагиоклаза 85-90 % (GNTA1).

## Сателлитные кратеры
| Беляев | Координаты                                              | Диаметр, км |
| ------ | ------------------------------------------------------- | ----------- |
| Q      | 20°39′ с. ш. 139°43′ в. д. / 20,65° с. ш. 139,72° в. д. | 50,3        |

- Образование сателлитного кратера Беляев Q относится к нектарскому периоду[1].